# Breutelia austro-arcuata
Breutelia austro-arcuata är en bladmossart som beskrevs av Jean Édouard Gabriel Narcisse Paris 1894. Breutelia austro-arcuata ingår i släktet gullhårsmossor, och familjen Bartramiaceae. Inga underarter finns listade i Catalogue of Life.